# 魯布斯科耶湖
56°43′33″N 40°36′51″E / 56.72583°N 40.61417°E
魯布斯科耶湖（俄语：Рубское），是俄羅斯的湖泊，位於該國西部，由伊萬諾沃州負責管轄，長2.98公里、寬1.55公里，面積2.97平方公里，湖岸線長度7.25公里，平均水深4.7米，最大水深16.2米。